# Ida Blom
Ida Blom (Gentofte, 20 gennaio 1931 – 26 novembre 2016) è stata una storica norvegese.

## Biografia
Si laureò presso l'università di Bergen nel 1961, successivamente prese il suo dottorato nel 1972 mentre lavorò come assistente di ricerca. Era professoressa di storia presso l'Università di Bergen dal 1985 al 2001, e successivamente professoressa emerito presso la stessa scuola.
Era membro dell'Accademia norvegese di scienze e lettere. Ha ottenuto il premio Gina Krog nel 2009.

## Opere
- Nasjonal reisning: pressgruppepolitikk i Grønlandsspørsmålet 1921-31, 1972
- Kjønnsroller og likestilling, 1983
- "Den haarde dyst": Fødsler og fødselshjelp gjennom 150 år, 1988
- Det er forskjell på folk - nå som før, 1994
- Cappelens kvinnehistorie (ed.), 1992